# 채널지정형식
채널지정형식(Channel指定形式, Channel Definition Format, CDF)은 액티브 채널과 Smart Offline Favorites(캐시에 저장되어 있는 웹문서를 꺼내 볼 수 있게 하는 기능)의 연동에 쓰이는 XML 표준이다. 웹사이트의 내용 및 구성을 정하는 데 쓰이며 RSS와 비슷하게 생겼다. 인터넷 익스플로러 4.0이 나올 때 액티브 채널과 함께 소개되었으며 Smart Offline Favorites는 인터넷 익스플로러 5.0이 나올 때 소개되었다. 그러나 RSS와는 달리 쓰임이 매우 적었고 대중화되지 못했으며 인터넷 익스플로러 7에서부터 액티브 채널과 함께 지원이 중단되었다.

## 예제
채널지정형식은 보통 이와 같은 꼴을 갖는다.
```
<?xml version="1.0" encoding="UTF-8"?>

<CHANNEL
 
HREF=
"http://domain/folder/pageOne.extension"

  
BASE=
"http://domain/folder/"

  
LASTMOD=
"1998-11-05T22:12"

  
PRECACHE=
"YES"

  
LEVEL=
"0"
>

    
<TITLE>
Title
 
of
 
your
 
Channel
</TITLE>

    
<ABSTRACT>
Synopsis
 
of
 
your
 
channel's
 
contents.
</ABSTRACT>

    
<SCHEDULE>

      
<INTERVALTIME
 
DAY=
"14"
/>

    
</SCHEDULE>

    
<LOGO
 
HREF=
"wideChannelLogo.gif"
 
STYLE=
"IMAGE-WIDE"
/>

    
<LOGO
 
HREF=
"imageChannelLogo.gif"
 
STYLE=
"IMAGE"
/>

    
<LOGO
 
HREF=
"iconChannelLogo.gif"
 
STYLE=
"ICON"
/>

    
<ITEM
 
HREF=
"pageTwo.extension"

      
LASTMOD=
"1998-11-05T22:12"

      
PRECACHE=
"YES"

      
LEVEL=
"1"
>

        
<TITLE>
Page
 
Two's
 
Title
</TITLE>

        
<ABSTRACT>
Synopsis
 
of
 
Page
 
Two's
 
contents.
</ABSTRACT>

        
<LOGO
 
HREF=
"pageTwoLogo.gif"
 
STYLE=
"IMAGE"
/>

        
<LOGO
 
HREF=
"pageTwoLogo.gif"
 
STYLE=
"ICON"
/>

    
</ITEM>

</CHANNEL>

```

## 같이 보기
- 시맨틱 웹